# Tanja Nijmeijer
Tanja Nijmeijer (phát âm tiếng Hà Lan: [ˈtɑɲaː ˈnɛimɛiər]; sinh ngày 13 tháng 2 năm 1978), thường được biết đến với tên Alexandra Nariño, là một cựu chiến binh du kích người Hà Lan và là giáo viên tiếng Anh, từng là thành viên của nhóm du kích Colombia, Lực lượng vũ trang cách mạng Colombia (FARC) từ năm 2002. Cô cũng là một trong những nhân vật lãnh đạo của nhóm vào năm 2007. Cô là một phần của nhóm đàm phán tham gia vào các cuộc đàm phán hòa bình thành công với chính phủ Colombia.

## Tuổi trẻ
Tanja Nijmeijer sinh ngày 13 tháng 2 năm 1978 tại Denekamp ở Hà Lan.
Nijmeijer đã theo học Chuyên ngành ngôn ngữ Lãng mạn và văn hóa Lãng mạn tại Đại học Groningen. Năm 1998, cô đến Colombia và trở thành giáo viên tiếng Anh. Sau đó, cô trở về Hà Lan và tiếp tục học đại học.

## FARC
Tháng 11 năm 2002, Nijmeijer trở lại Colombia và đã gia nhập Lực lượng Vũ trang Cách mạng Colombia (FARC). Cô đã trở thành một trong những nhân vật lãnh đạo của FARC từ năm 2007 trở đi. Trong tạp chí của mình, Nijmeijer đã viết về những khó khăn với cuộc sống như một du kích. Cho đến năm 2010, Nijmeijer có mối quan hệ lãng mạn với một cháu trai của thủ lĩnh FARC tên là Víctor Julio Suárez Rojas.
Vào mùa thu 2012, cô được chỉ định là thành viên của phái đoàn FARC trong các cuộc đàm phán với chính phủ Colombia ở Oslo.
Cô đang bị buộc tội khủng bố tại Hoa Kỳ vì đã tham gia vụ bắt cóc ba công dân Mỹ. Nếu bị kết tội, cô sẽ phải đối mặt với án tù 60 năm..